# Graphidipus flavifilata
Graphidipus flavifilata är en fjärilsart som beskrevs av Paul Dognin 1906. Graphidipus flavifilata ingår i släktet Graphidipus och familjen mätare. Inga underarter finns listade i Catalogue of Life.